# Vittorio Miele
Vittorio Miele (n. 24 noiembrie 1926, Cassino, Lazio, Regatul Italiei – d. 18 noiembrie 1999, Cassino, Lazio, Italia) a fost un pictor italian.

## Biografie
A trăit tragica experiență a bătăliei de la Montecassino unde și-a văzut murind tatăl, sora și în cele din urmă, din cauza rănilor, mama.
După încetarea conflictului se mută la Urbino unde îșî începe activitatea artistică. În 1958 este prezent la “Expoziția Națională a Orașului Mantova” ("Mostra Nazionale Città di Mantova"), în timp ce prima expoziție personală va avea loc la Frosinone în 1966.
În 1967, mulțumită lucrării  Umbră (Meriggio) este premiat la festivalul de artă "Avis" din Jesi. Doi ani mai târziu cu tabloul  Durerea (Il Dolore) primește premiul al II-la la Expoziția Internațională din Piervert (Francia); tot în anul 1969, cu opera Case din Ciociara (Case di Ciociaria) câștigă premiul I la a IV-a ediție a Festivalului Național de Arte Figurative din Roma (la IV Rassegna Nazionale Arti Figurative.)
În anii '70 participă la diverse expoziții în San Marino (o expoziție personală în cadrul cercului Teatrului Titan în 1971), în Japonia (1972, Galeria “2000” din Tokyo la o expoziție colectivă la care au participat printre alții și De Chirico, Gentili, Campigli, Greco, Cantatore), în Yugoslavia (1973, Pavilionul de artă din Sarajevo),  Canada (1974, are expoziții la Place Bonaventure din Montreal, la Titanus Inc. din Willowdale, la Hotel Hilton și la Fine Arts Gallery din Toronto), Statele Unite ale Americii (1976, expoziție în ulei și tempera la Mondello Interiors Gallery din Birmingham. Expune și la Forsythe Gallery din Ann Arbor, la Charter Arts din Farmington, la Coach House Gallery din Detroit, precum și la alte musee cu renume.
După numeroase expoziții în Italia este invitat, la sfârșitul anilor '70, la Colonia Artistică Statală din Pocitelj în Yugoslavia, experiență ce duce la crearea unei serii de pasteluri superbe.
După 35 de ani de la distrugerea orașului Cassino, Vittorio Miele comemorează evenimentul prin "Testimonianza" (“ Mărturia” ), un itinerariu artistic cu cele mai violente imagini păstrate în amintirea maestrului. 
În 1991 expune la Parlamentul European.
După multe alte expoziții (printre care în anul 1987 la "Galleria Il Trittico" din Roma și în 1994 expoziția personală la "Galleria Gagliardi" din San Gimignano) Vittorio Miele moare în al său Cassino în 18 noiembrie 1999.
Prieten cu Umberto Mastroianni, Alfredo Bonazzi, Kolja Mićević și cu Pietro Annigoni, caracterizat de Duccio Trombadori drept “poetul tăcerii”,  Miele rămâne unul dintre artiștii italieni cei mai profunzi și mai însemnați ai secolului trecut. În prezent unele dintre lucrările sale sunt expuse la Museul Fondazione Umberto Mastroianni din Arpino.

## Gândiri critice
«Realismul său în pictură înseamnă  oarecum o încălcare a limitelor  spațiale construite în mod paradoxal din povești comune, din imagini metafizice, dintr-o amintire reactualizată.  Se menține o durere profundă, constantă ce opune rezistență unor fărâme de seninătate. »
	   (Rocco Zani)
« Nu o imagine romantică, ci proiecția unei emotivități frământate, mute, care se exprimă în culori, bogată în elemente culturale și locale, cu acorduri postmimpresioniste și marcată de nostalgii fantastice. Din această pictură eliberatoare se naște un catarsis personal, o căutare sfâșietoare facută să învingă labirintul memoriei, pentru a ajunge, cu mai puțină durere, punctul intim, secret, acolo unde suferințele și amintirile acceptă durerea rezervată în mod egal oricărui destin. »
	(Umberto Mastroianni)
«Esențialul, modestia, complexitatea amintirilor sunt elemente care se regăsesc negreșit în lucrările lui Miele. Pictura lui a devenit în ultimii ani din ce în ce mai sublimă, mai pretențioasă, mai armonioasă în complexitatea elementelor sale. Pare să fie o pictură aparent limitată, închisă intr-un cosmos intim, personal, dar în același timp infinită prin existența elementelor comemorative și ale sentimentelor care creează însăși substanța vieții. »
	(Giuseppe Bonaviri)